# Psychoticisme
Psychoticisme is een patroon van persoonlijkheidskenmerken getypeerd door agressiviteit en vijandigheid jegens andere personen. Het begrip psychoticisme is door Hans Eysenck uitgewerkt in zijn PEN-model (psychoticisme, extraversie en neuroticisme) van persoonlijkheid. Volgens Eysenck zijn personen met hoge PEN-waarden vatbaarder voor het ontwikkelen van psychoses zoals schizofrenie. Psychoticisme kan onderverdeeld worden in specifiekere karaktertrekken zoals spanningsbehoefte (sensation seeking) en een hoge impulsiviteit.
Er wordt verondersteld dat psychoticisme gepaard gaat met een hoge dopamineaanmaak. Andere biologische oorzaken van psychoticisme zijn een laag vermogen tot conditionering en lage niveaus van monoamine oxidase, cortisol en norepinefrine in de cerebrospinale vloeistof.

## Kritiek
Er is nogal wat kritiek gekomen op het PEN-model van Eysenenck. Men stelt bijvoorbeeld dat het begrip psychoticisme te heterogeen is om als één karaktertrek beschouwd te kunnen worden. Altruïsme en het al dan niet hebben van plichtsbesef zouden volgens Costa en McCrae opgenomen moeten worden in persoonlijkheidsmodellen. Wie laag scoort op beide karakteristieken, zou dan vallen onder het kenmerk psychoticisme. Anderen stellen dat de term psychoticisme verkeerd is en dat psychopathie en impulsive unsocialized sensation seeking betere benamingen zijn.